# Mauna filia
Mauna filia is een vlinder uit de familie spanners (Geometridae). De wetenschappelijke naam van deze soort is voor het eerst geldig gepubliceerd in 1780 door Cramer.
De soort komt voor in tropisch Afrika.